# Zerconidae
Famille
Les Zerconidae Berlese, 1892 sont des acariens Mesostigmata, ils sont représentés par 38 genres et plus de 200 espèces.

## Classification
- Acoesejus Selinick, 1941
- Aleksozercon Petrova, 1978
- Allozercon Blaszak, 1984 nec Vitzthum 1926
- Amerozercon Halasková, 1969
- Aquilonozercon Halasková, 1979
- Aspar Halasková, 1977
- Bakeras Blaszak, 1984
- Blaszakiella Sikora & Skoracki, 2008
- Bledas Halasková, 1977
- Carpathozercon Balan, 1991
- Caurozercon Halasková, 1977
- Cosmozercon Blaszak, 1981
- Echinozercon Blaszak, 1975
- Eurozercon Halasková, 1979
- Hypozercon Blaszak, 1981
- Indozercon Blaszak, 1978
- Kaikiozercon Halasková, 1979
- Koreozercon Halasková, 1979
- Krantzas Blaszak, 1981
- Lindquistas Blaszak, 1981
- Macrozercon Blaszak, 1975 ??
- Mesozercon Blaszak, 1975
- Metazercon Blaszak, 1975 ??
- Microzercon Blaszak, 1975
- Mixozercon Halasková, 1963
- Monozercon Blaszak, 1984
- Neozercon Petrova, 1977
- Parazercon Trägårdh, 1931
- Parhozercon Blaszak, 1981
- Polonozercon Blaszak, 1979
- Prozercon Sellnick, 1943
  - Prozercon (Prozercon) Sellnick, 1943
  - Prozercon (Plumatozercon) Balan, 1992
- Rafas Blaszak, 1979
- Skeironozercon Halasková, 1977
- Syskenozercon Athias-Henriot, 1977
- Triangulazercon Jacot, 1938
- Trizerconoides Jacot, 1938
- Xenozercon Blaszak, 1976
- Zercon Koch, 1836
  - Zercon (Zercon) Koch, 1836
  - Zercon (Icozercon) Blaszak, 1979
  - Zercon (Zerconella) Willmann, 1953
- †Paleozercon Blaszak, Cokendolpher & Polyak, 1995 fossile du Pléistocène